# Byrdarite
Byrdarite (bułg. Бърдарите) – przysiółek miasta Płaczkowci w środkowej Bułgarii, w obwodzie Gabrowo, w gminie Trjawna. Według danych Narodowego Instytutu Statystycznego, 31 grudnia 2011 roku wieś zamieszkiwana była przez jedną osobę.